# Batalha de Rodes
A Batalha de Rodes foi a segunda e finalmente bem-sucedida tentativa do Império Otomano de expulsar os Cavaleiros de Rodes de sua fortaleza na ilha e, assim, assegurar o controle otomano do Mediterrâneo Oriental. O primeiro cerco em 1480 não teve sucesso.

## Contexto

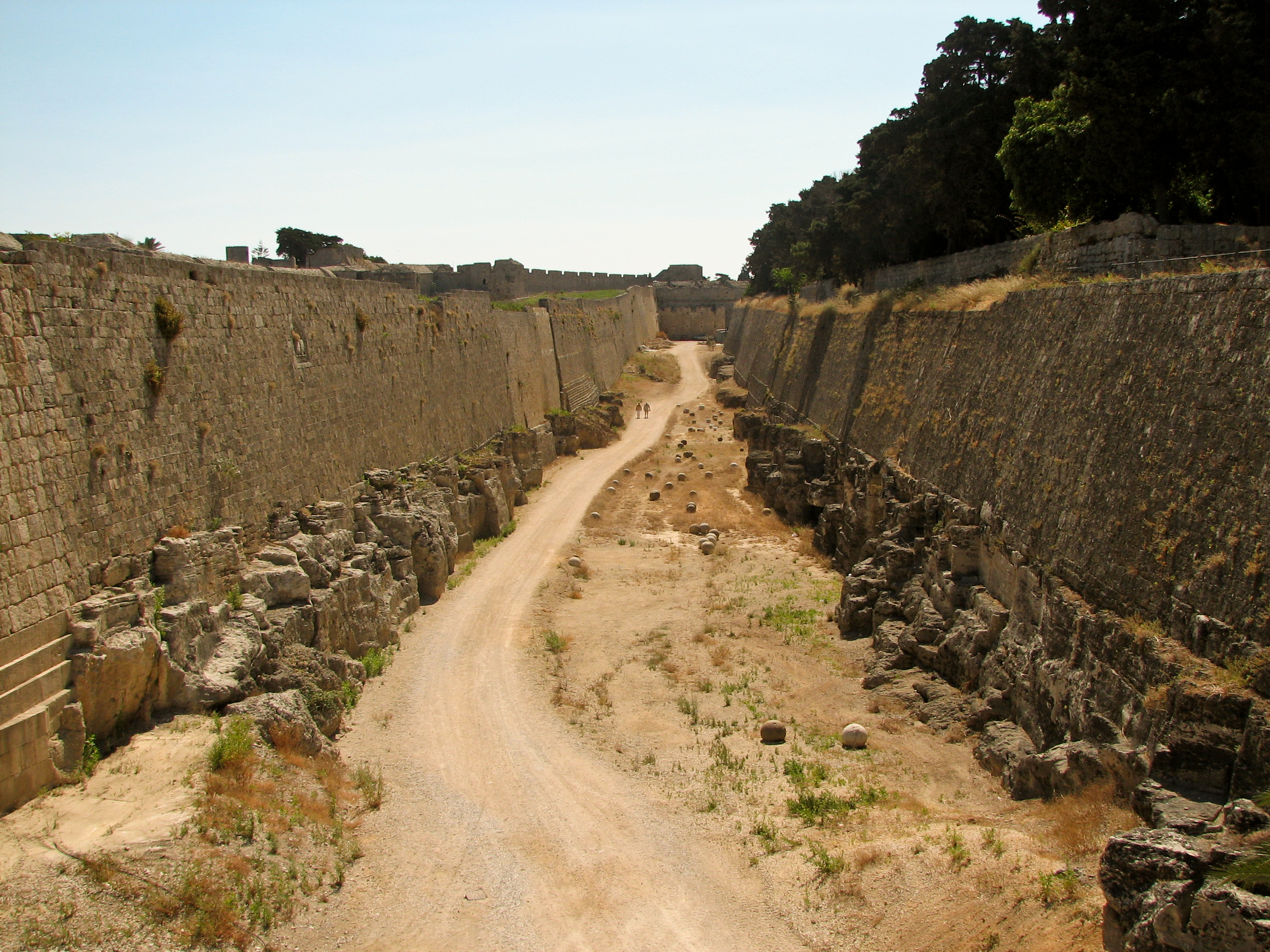
The English Post, o cenário dos combates mais pesados; o tenaille está à esquerda e a parede principal está mais atrás, visível ao fundo; à direita da grande vala seca está a escarpa que os atacantes tiveram que descer antes de atacar a muralha da cidade. A vala está envolvida pela Torre de São João, seu baluarte e parede inferior proporcionando campos de fogo sobrepostos verticalmente empilhados. As balas de canhão de pedra vistas na vala são dos combates.

Os Cavaleiros de São João, ou Cavaleiros Hospitalários, capturaram Rodes no início do século XIV após a perda de Acre, o último reduto dos Cruzados na Palestina em 1291. De Rodes, eles se tornaram uma parte ativa do comércio no mar Egeu, e às vezes assediou a navegação turca no Levante para assegurar o controle sobre o Mediterrâneo oriental. Um primeiro esforço dos otomanos para capturar a ilha, em 1480, foi repelido pela Ordem, mas a presença contínua dos cavaleiros perto da costa sul da Anatólia foi um grande obstáculo para a expansão otomana.
Desde o cerco anterior, a fortaleza havia recebido muitas atualizações da nova escola de traço italiano, o que a tornou muito mais formidável na resistência à artilharia. Nos sectores virada para terra mais expostas, estes incluíram um espessamento da parede principal, a duplicação da largura da vala seca, juntamente com uma transformação da antiga contra-escarpa em outworks maciças (tenailles), e construção de amuradas ao redor maioria dos torres. Os portões foram reduzidos em número e os velhos parapeitos das ameias foram substituídos por outros inclinados adequados para combates de artilharia. Uma equipe de pedreiros, operários e escravos fez o trabalho de construção, os escravos muçulmanos foram usados no trabalho mais pesado.
Em 1521, Philippe Villiers de L'Isle-Adam foi eleito Grão-Mestre da Ordem. Esperando um novo ataque otomano a Rodes, ele continuou a fortalecer as fortificações da cidade, trabalho que tinha começado após a invasão otomana de 1480 e o terremoto de 1481, e convocou os cavaleiros da Ordem em outras partes da Europa para virem em defesa da ilha. O resto da Europa ignorou seu pedido de ajuda, mas Sir John Rawson, Prior da Casa Irlandesa da Ordem, veio sozinho. A cidade era protegida por dois e, em alguns lugares, três, anéis de paredes de pedra e vários bastiões grandes. A defesa das muralhas e baluartes foi atribuída em seções às diferentes Langues no qual os cavaleiros foram organizados desde 1301. A entrada do porto foi bloqueada por uma pesada corrente de ferro, atrás da qual a frota da Ordem estava ancorada.

## Invasão

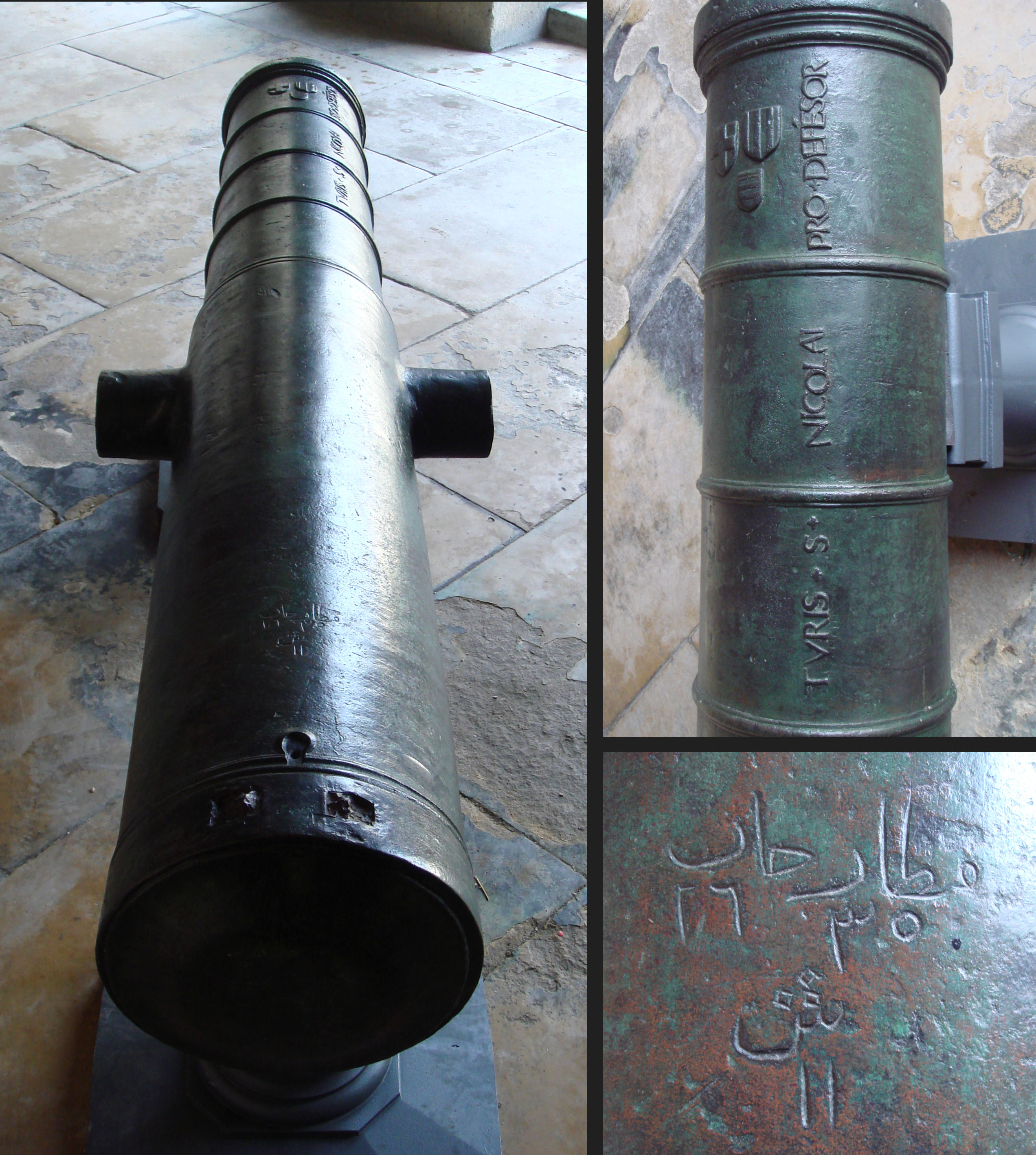
Canhão dos Hospitalários na Torre de São Nicolau (Tour Saint-Nicolas), 1510, Rodes. Armas de Emery d'Amboise, com inscrições turco otomano Vitar: 35, Cap: 16, Sh (para Qarish): 11. Inscrição latina TURIS + S + NICOLAI + PRO + DEFÉSOR, "Para a defesa da Torre de São Nicolau". Calibre: 23,0 centímetros (9,1 pol.) Comprimento: 255 centímetros (100 pol.) Peso: 1.427 quilogramas (3.146 lb). Remetido por Abdülaziz to Napoleon III em 1862.

Quando a força de invasão turca de 400 navios chegou a Rodes em 26 de junho de 1522, eles foram comandados por Çoban Mustafa Pasha. próprio Sultão Suleiman chegou com o exército de 100 000 homens em 28 de julho para assumir o comando pessoal.
Os turcos bloquearam o porto e bombardearam a cidade com artilharia de campanha do lado da terra, seguido por ataques de infantaria quase diários. Eles também procuraram minar as fortificações por meio de túneis e minas. O fogo de artilharia demorou a infligir sérios danos às paredes maciças, mas depois de cinco semanas, em 4 de setembro, duas grandes minas de pólvora explodiram sob o bastião da Inglaterra, causando a queda de uma porção de 11 m da parede e para encher o fosso. Os atacantes imediatamente atacaram esta violação e logo ganharam o controle dela, mas um contra-ataque dos irmãos ingleses sob o comando de Fra 'Nicholas Hussey e o Grande Mestre Villiers de L'Isle-Adam conseguiu fazê-los recuar novamente. Duas vezes mais os turcos atacaram a brecha naquele dia, mas todas as vezes os irmãos ingleses, ajudados por irmãos alemães, seguraram a brecha.
Em 24 de setembro, Mustafa Pasha ordenou um novo ataque maciço, dirigido principalmente aos bastiões da Espanha, Inglaterra, Provença e Itália. Depois de um dia de combates furiosos, durante o qual o bastião da Espanha mudou de mãos duas vezes, Suleiman acabou cancelando o ataque. Ele sentenciou Mustafa Pasha, seu cunhado, à morte por não ter conquistado a cidade, mas acabou salvando sua vida depois que outros altos funcionários imploraram por misericórdia. O substituto de Mustafá, Ahmed Pasha, foi um cerco experiente engenheiro, e os turcos agora concentravam seus esforços em minar as muralhas e explodi-las com minas, enquanto mantinham suas contínuas barragens de artilharia. A regularidade dos locais onde as minas foram detonadas sob as muralhas (que geralmente repousam sobre a rocha) levou à sugestão de que os mineiros turcos podem ter aproveitado bueiros sob a cidade helenística que fica abaixo da cidade medieval de Rodes.
Outro grande ataque no final de novembro foi repelido, mas ambos os lados estavam exaustos - os Cavaleiros porque estavam chegando ao fim de sua capacidade de resistência e nenhuma força de socorro poderia chegar a tempo, os turcos porque suas tropas estavam cada vez mais desmoralizados e esgotados por mortes em combate e doenças se espalhando por seus acampamentos. Suleiman ofereceu aos cidadãos paz, suas vidas e comida se eles se rendessem; a alternativa seria a morte ou a escravidão se os turcos fossem obrigados a tomar a cidade à força. Pressionado pela população da cidade, Villiers de L'Isle-Adam concordou em negociar. Uma trégua foi declarado de 11 a 13 de dezembro para permitir as negociações, mas quando os moradores exigiram mais garantias para sua segurança, Suleiman ficou furioso e ordenou que o bombardeio e os assaltos fossem retomados. O bastião da Espanha caiu em 17 de dezembro. Com a maioria das paredes agora destruídas, era apenas uma questão de tempo até que a cidade tivesse que se render e, em 20 de dezembro, após vários dias de pressão do povo da cidade, o Grão-Mestre pediu uma nova trégua.

## Fim
Em 22 de dezembro, os representantes dos habitantes latinos e gregos da cidade aceitaram os termos de Suleiman, que foram generosos. Os cavaleiros tiveram doze dias para deixar a ilha e poderiam levar com eles suas armas e quaisquer objetos de valor ou ícones religiosos que desejassem. Os ilhéus que desejassem partir poderiam fazê-lo a qualquer momento dentro de um período de três anos. Nenhuma igreja seria profanada ou transformada em mesquita. Os que permanecerem na ilha ficarão livres de impostos otomanos por cinco anos.
Em 1 de janeiro de 1523, os cavaleiros e soldados restantes marcharam para fora da cidade, com bandeiras voando, tambores batendo e em armaduras de batalha. Eles embarcaram nos 50 navios que haviam sido colocados à sua disposição e navegaram para Creta (uma possessão veneziana), acompanhados por vários milhares de civis.

## Rescaldo
O cerco de Rodes terminou com uma vitória otomana. A conquista de Rodes foi um passo importante para o controle otomano sobre o Mediterrâneo oriental e facilitou muito suas comunicações marítimas entre Constantinopla e Cairo e os portos do Levante. Mais tarde, em 1669, desta base os turcos otomanos capturaram a Creta veneziana.
A Ordem dos Hospitalários, inicialmente, mudou-se para a Sicília, mas, em 1530, obteve as ilhas de Malta, Gozo, e a cidade portuária do Norte Africano de Tripoli.

## Na cultura popular
- Em 1656, William Davenant escreveu a primeira ópera inglesa, The Siege of Rhodes, baseada no incidente.[6]

## Galeria

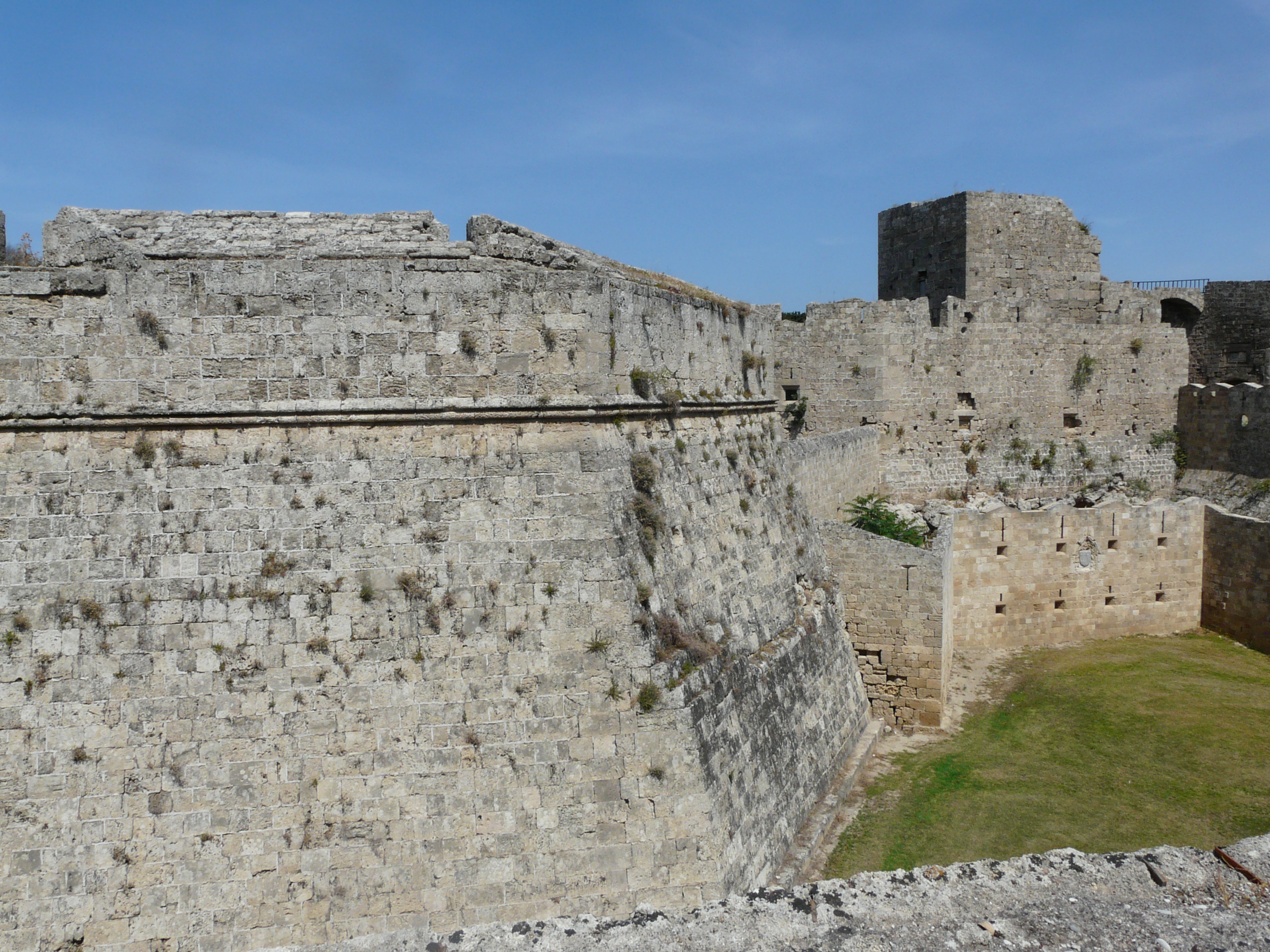
A torre de St. John na extremidade leste do setor inglês. A torre foi construída pelo Grão-Mestre Antonio Fluvian (1421-1437) e tinha um portão. Mais tarde, uma barbacã foi construída ao redor dela sob o comando do Grão-Mestre Piero Raimundo Zacosta (1461–1467). Finalmente, o grande baluarte pentagonal foi construído em frente a ela c. 1487, e o portão foi removido.
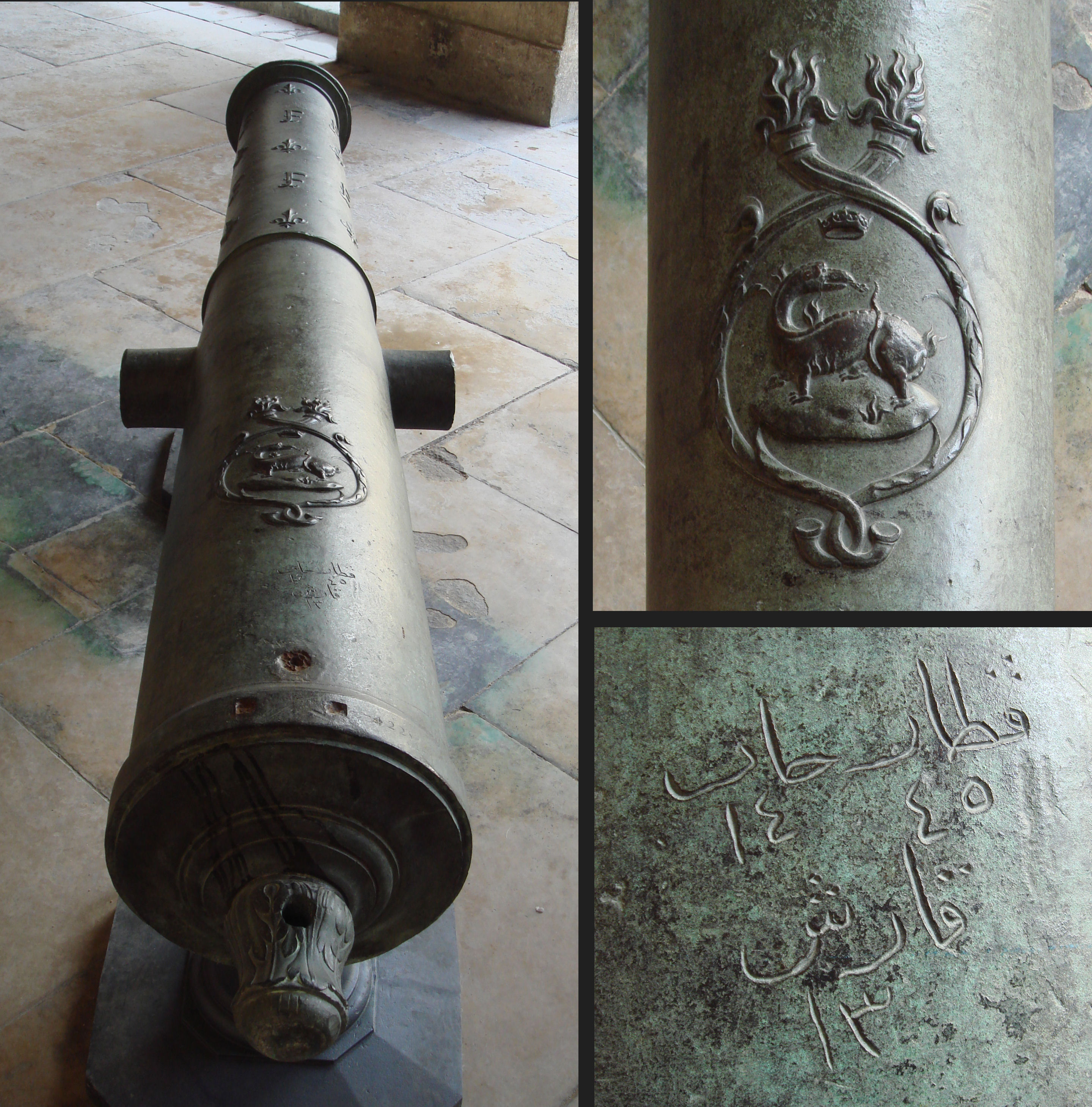
Grande culverina de Francisco I da França com o emblema da salamandra e inscrição em turco otomano Vitar: 45, Cap: 14, Qarish: 13. Cerco de Rodes (1522), Musée de l'Armée.
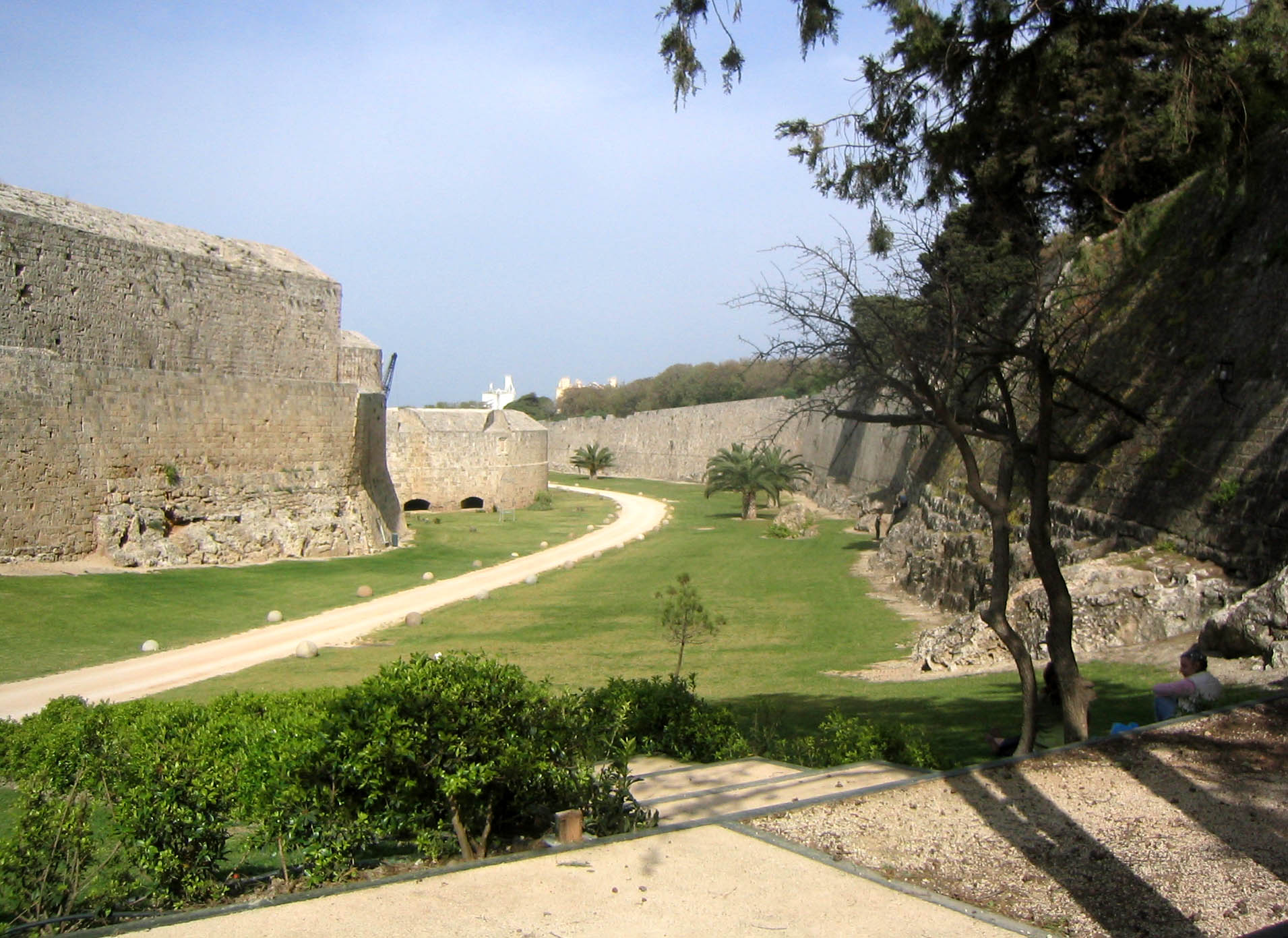
A Torre da Itália tinha um baluarte redondo construído ao redor pelo Grão-Mestre Fabrizio del Carretto em 1515-1517, e equipado com portas de armas no nível mais baixo cobrindo a vala em todas as direções, para um total de três fileiras empilhadas de tiros de canhão (duas da baluarte, um da torre).
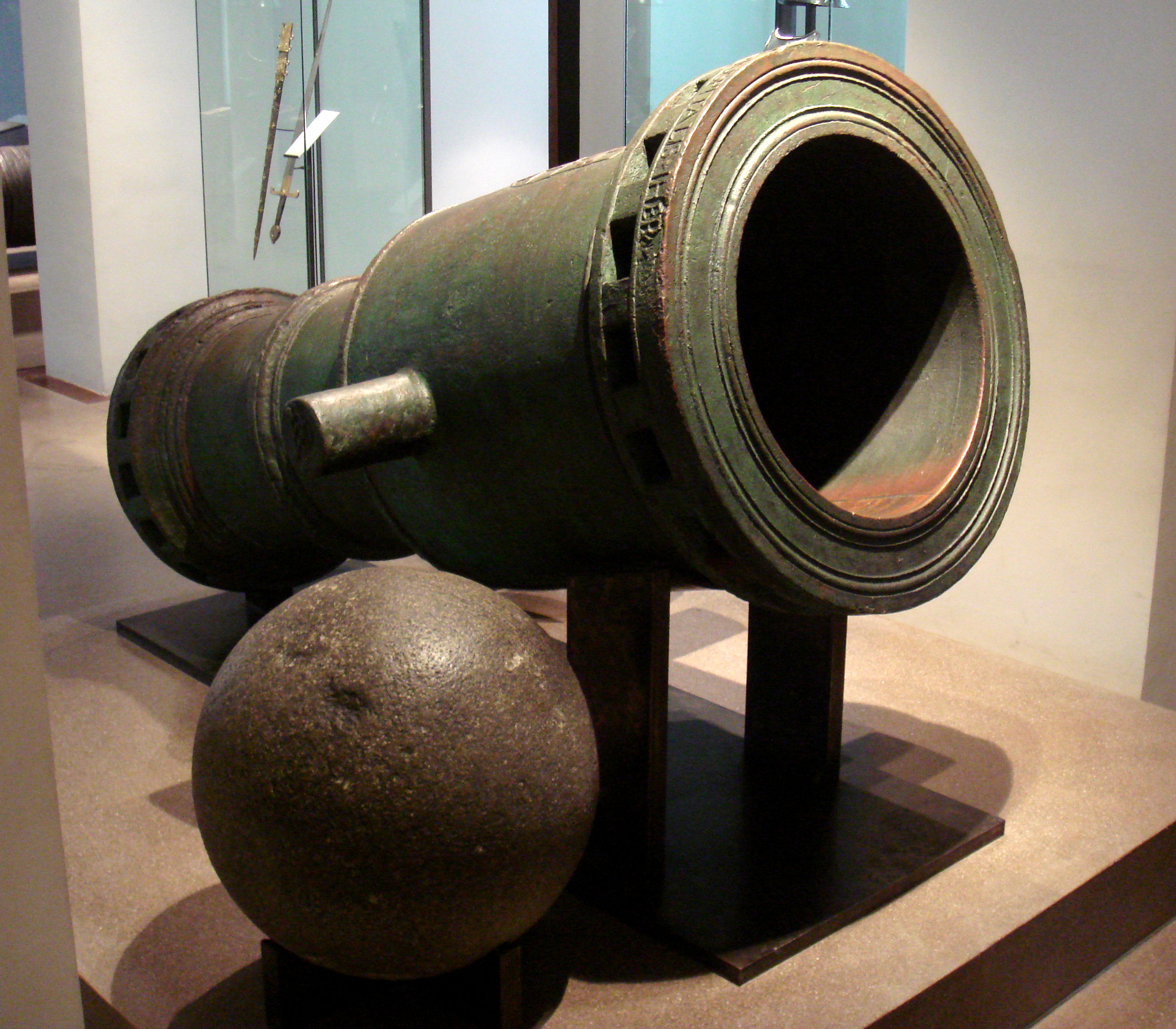
Bombard-Mortar of the Knights of Saint John, Rhodes, 1480-1500. Fundado a pedido de Pierre d'Aubusson, o bombardeio foi usado para defesa cerrada das paredes (100–200 metros). Ele disparou bolas de granito de 260 kg . A bomba pesa 3 325 kg. Musée de l'Armée.
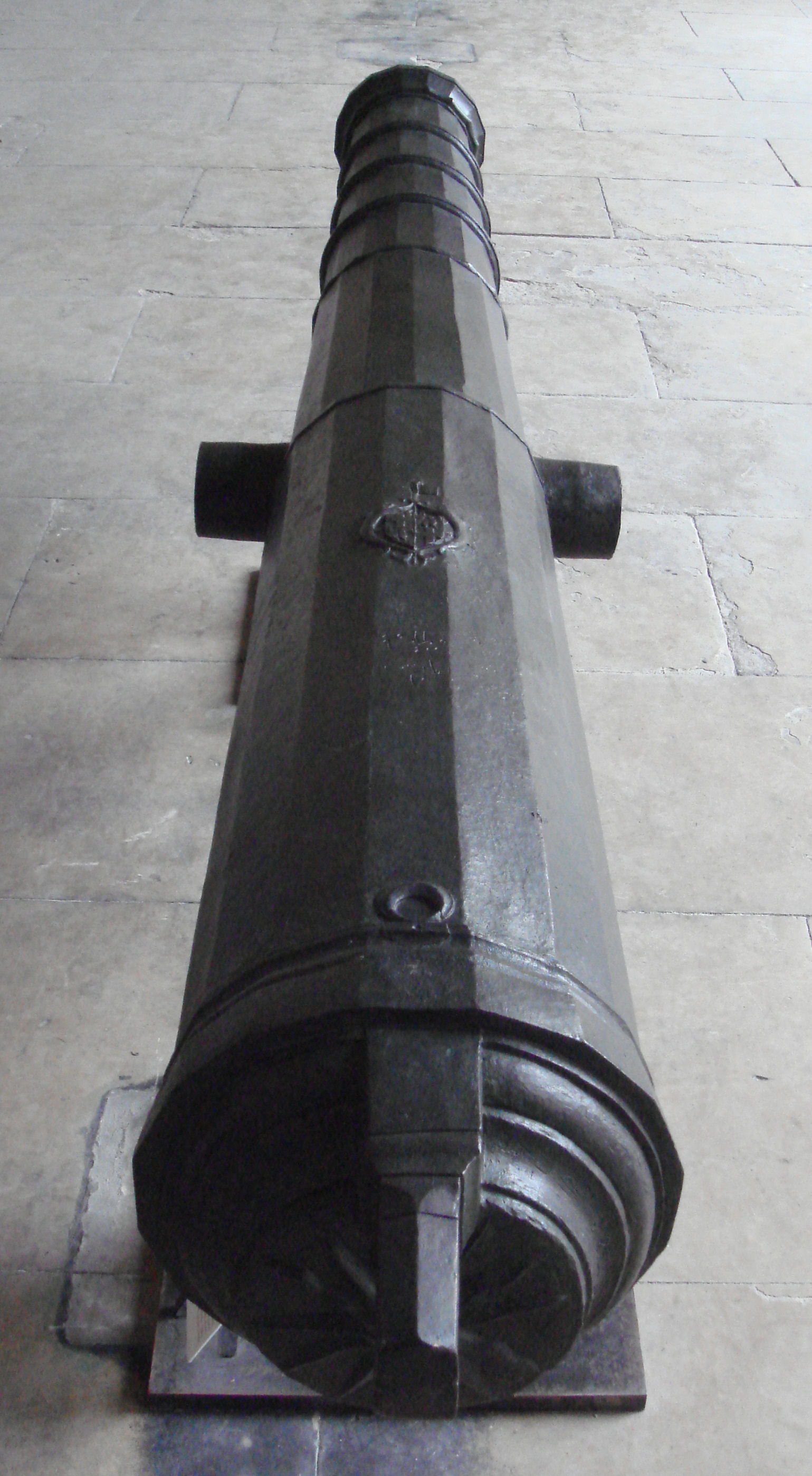
Colubrina com as armas de Philippe Villiers de L'Isle-Adam , Rodes. Calibre: 140 milímetros (5,5 pol.), Comprimento: 339 centímetros (133 pol.), Peso: 2 533 quilogramas (5 584 lb), munição: bola de ferro de 10 quilogramas (22 lb). Remetido por Abdülaziz para Napoleão III em 1862.